# Апоскеп
Апоскеп (грч. Απόσκεπος) је насељено место у општини Костур у периферији Западна Македонија, Грчка. Према попису из 2021. године било је 165 становника.
Према бугарском географу и историчару, Василу Канчову, у Апоскепу је 1900. године живело 740 Словена хришћана. Македонски историчар Тодор Симовски, 1998. године наводи да је Апоскеп словенско насеље.